# سزار کیپولینی
سزار کیپولینی (ایتالیایی: Cesare Cipollini؛ زادهٔ ۱۶ دسامبر ۱۹۵۸) دوچرخه‌سوار اهل ایتالیا است.